# Boys Don't Cry (пісня)
Boys Don't Cry  — це другий сингл «The Cure», який було видано влітку 1979 року. Ця пісня є заглавною на однойменному альбомі «Boys Don't Cry» — американському варіанті дебютника «Three Imaginary Boys».

## Варіанти видань синглу

### Оригінальне видання 1979 року
7" single
1. «Boys Don't Cry» — 2:34
2. «Plastic Passion» — 2:15

### Перевидання 1986 року
7" single
1. «Boys Don't Cry (New Voice · New Mix)»
2. «Pill Box Tales» — 2:56

12" single
1. «Boys Don't Cry (New Voice · Club Mix)»
2. «Pill Box Tales» — 2:56
3. «Do the Hansa» — 2:40